# AvtoVAZ

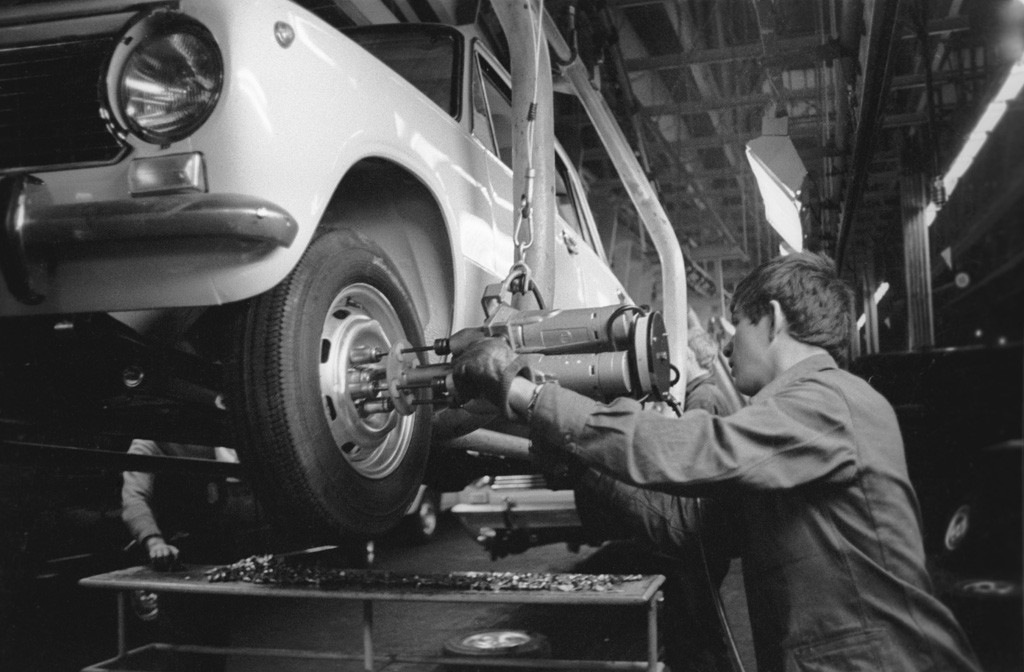
Lada-productie in de jaren 70

De NV AvtoVAZ (Russisch: АВТОВАЗ; [AvtoVAZ]), aanvankelijk kortweg VAZ (ВАЗ) en voluit Volzjski Avtomobilnyj Zavod (Russisch: Волжский автомобильный завод; Volzjski avtomobilnyj zavod; "Autofabriek van de Wolga"), is een Russische autofabrikant die eind jaren 60 werd opgezet in samenwerking met Fiat.
AvtoVAZ is de grootste autofabrikant in Rusland. AvtoVAZ produceert auto's van het merk Lada en diverse modellen van de Renault-Nissan-alliantie. De grootste aandeelhouder was tot mei 2022 het Franse Renault. 

## Aandeelhouders
Na het aftreden van de voorzitter van de RvB Vladimir Kadannikov eind 2005 werden tijdens een aandeelhoudersbijeenkomst de aandelen van het bedrijf als volgt verdeeld:
- AvtoVAZa: Dochtermaatschappijen: 64% (AVVA: 38%; ZAO TSO AFK: 24%; ZAO IFK: 2%)
- AvtoVAZoe: AVVA: 86%

Samen met AvtoVAZom had AVVA 60% van de aandelen van TSO AFK in handen.
Tot voorzitter van de RvB werd de vicedirecteur van het staatsbedrijf Rosoboroneksport, Vladimir Artjakov benoemd.
In 2008 nam Renault voor US$ 1 miljard een aandelenbelang van 25% in AvtoVAZ. In juni 2014 werd het belang verhoogd naar 49,9%. Voor dit extra belang werd US$ 742 miljoen betaald. Dit belang werd indirect gehouden via Alliance Rostec Auto B.V. (ARA), een houdstermaatschappij die 74,5% van de aandelen AvtoVAZ in handen had. Renault had hiermee een controlerend belang in ARA.
In december 2016 nam Renault deel aan een herkapitalisatie. AvtoVAZ stond er financieel slecht voor en Renault heeft 85 miljard roebel (ca. 1,2 miljard euro) aan eigen vermogen geïnjecteerd in ruil voor extra aandelen. Renault verhoogde daarmee haar belang in ARA tot 73,30%. In september 2017 nam Renault het belang van 9,15% van Nissan over in ARA. Daardoor zijn Renault en Rostec de enige aandeelhouders geworden. Renault had nu een controlerend belang en zou vanaf 1 januari 2017 de resultaten van AvtoVAZ consolideren en niet langer alleen het nettoresultaat als deelneming presenteren.
Als een gevolg van de herkapitalisatie van december 2016 deed ARA in september 2018 een bod op alle uitstaande aandelen AvtoVAZ die ze nog niet in bezit hadden. Op 26 december 2018 werd de opkoopregeling succesvol afgesloten en daarmee zijn alle aandelen in handen van ARA gekomen. Renault had nu 67,61% van de aandelen ARA in handen en Rostec de overige 32,39%. Dit zijn tegelijk ook de belangen in AvtoVAZ.
Eind 2021 kreeg AvtoVAZ een nieuwe, volledig Russische eigenaar. Alle aandelen werden overgeheveld van ARA naar een nieuwe gezamenlijke onderneming die Lada Auto Holding heet en in Moskou is geregistreerd. De verdeling van de aandelen tussen Rostec en Renault bleef daarbij ongewijzigd. In maart 2022, na de Russische invasie van Oekraïne en internationale druk om dit te doen, gaf Renault aan het belang in AvtoVAZ te heroverwegen. In mei 2022 verkocht Renault alle aandelen aan NAMI, een onderzoeksinstituut in handen van de Russische staat. Renault verkoopt ook zijn hele belang in Renault Rusland aan de stad Moskou. Renault heeft wel een optie om de aandelen AvtoVAZ binnen zes jaar terug te kopen.

## Geschiedenis

### Oorsprong

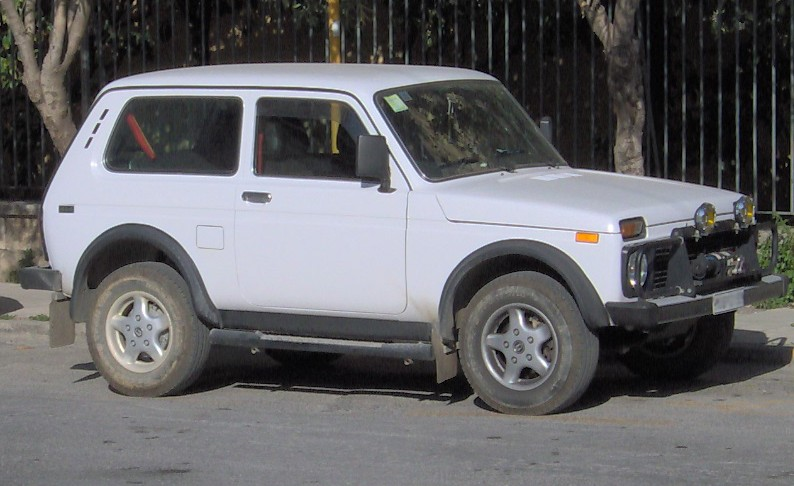
Lada Niva (VAZ 2121)

De fabriek werd opgezet als een samenwerkingsverband tussen Italië en de Sovjet-Unie en werd gebouwd op de oevers van de Wolga. In Toljatti, vernoemd naar de Italiaanse communist Palmiro Togliatti, werd een nieuw stadsgedeelte gebouwd rond de fabriek.
Het eerste model was de vanaf 1971 geproduceerde VAZ 2101 of Zjigoeli, exportbenaming Lada 1200, die was gebaseerd op de uit 1966 stammende Fiat 124. Door de jaren heen kreeg het model steeds meer vernieuwingen en varianten en uiteindelijk werd de auto doorontwikkeld tot de 2105 en aanverwante modellen.
Een origineel idee van de AvtoVAZ-ontwerpers vormde de VAZ 2121, beter bekend als Lada Niva, die werd geïntroduceerd in 1977. Deze vierwielaangedreven terreinauto met 1,6 liter motor (de krachtigste in de productielijn in die tijd, later zelfs een 1,7) werd populair en is nog steeds in productie. Dit model kwam beschikbaar met een 1,9 liter Peugeot dieselmotor.
Gesterkt door het succes hiervan werd in 1984 in eigen beheer een geheel nieuwe auto ontworpen, de VAZ 2108 Spoetnik die werd geëxporteerd als Lada Samara met een motor die grotendeels in eigen huis was ontworpen en geproduceerd. De verbrandingskamers werden ontworpen in samenwerking met Porsche. Deze werd gevolgd door een 5-deurs VAZ 2109 hatchback in 1987 en een 4-deurs 1,5 liter sedan VAZ 21099 in 1990.

### Post-privatisering

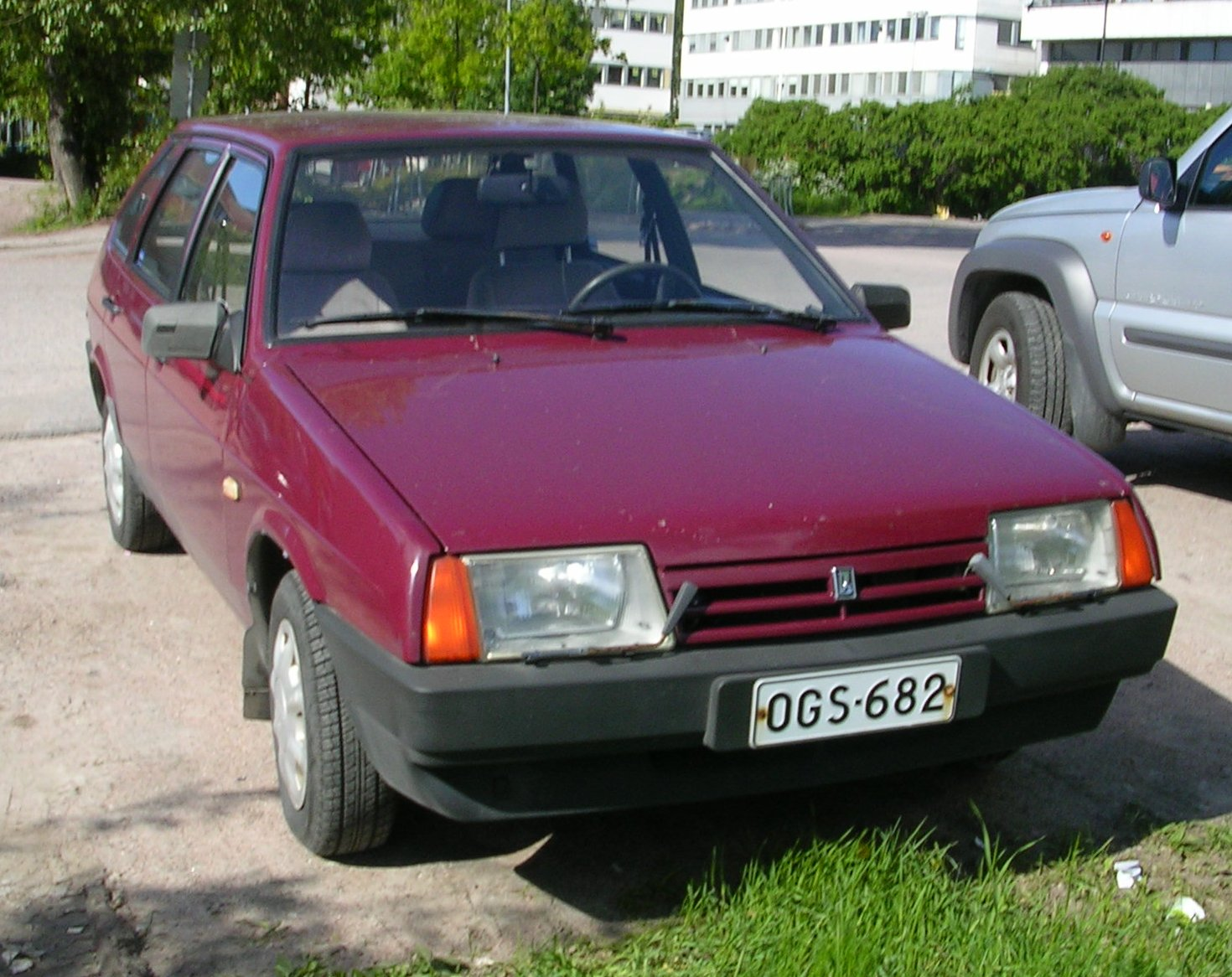
Lada Samara 5-deurs (VAZ 21093)

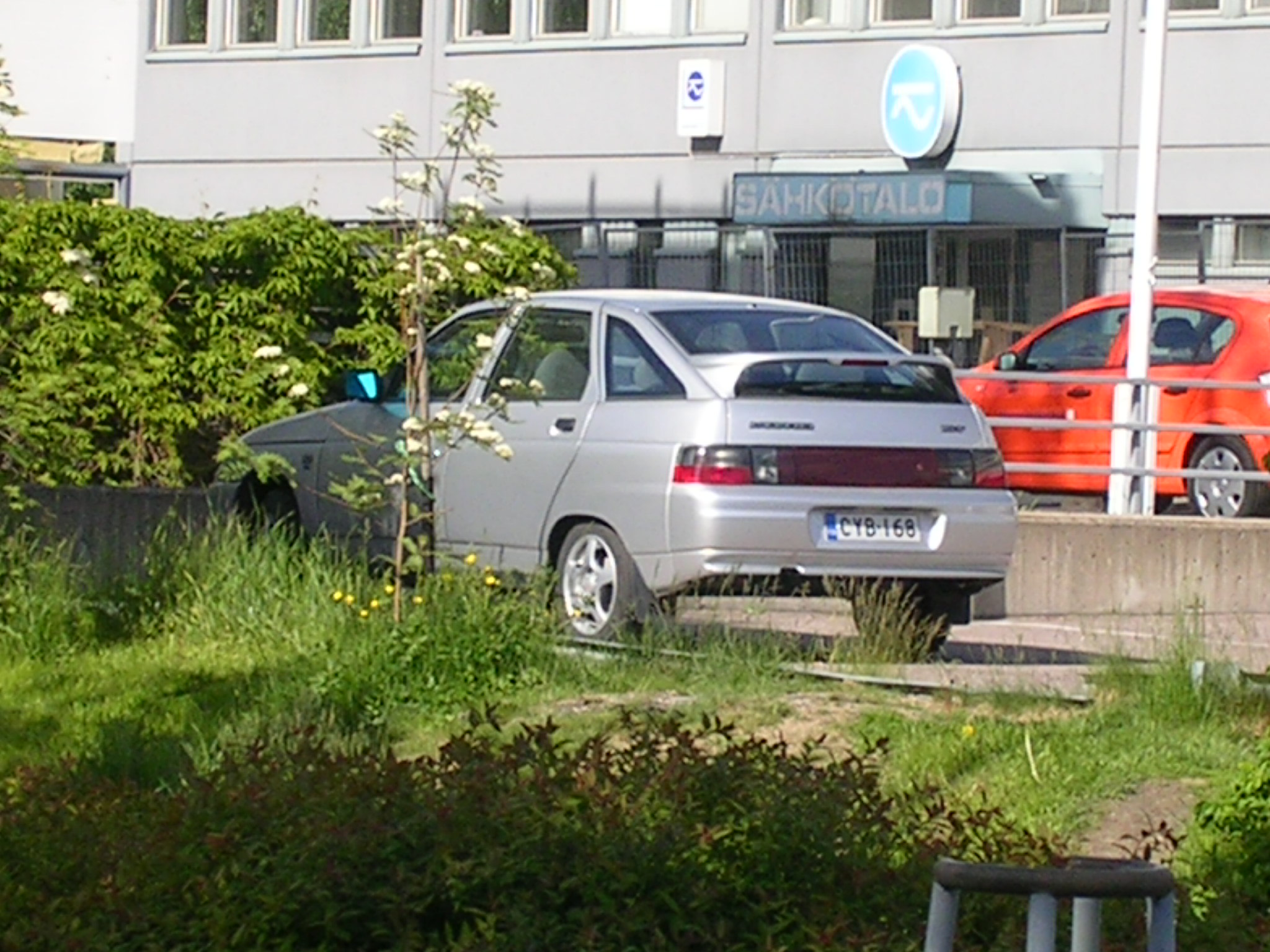
Lada 112 (VAZ 21122)

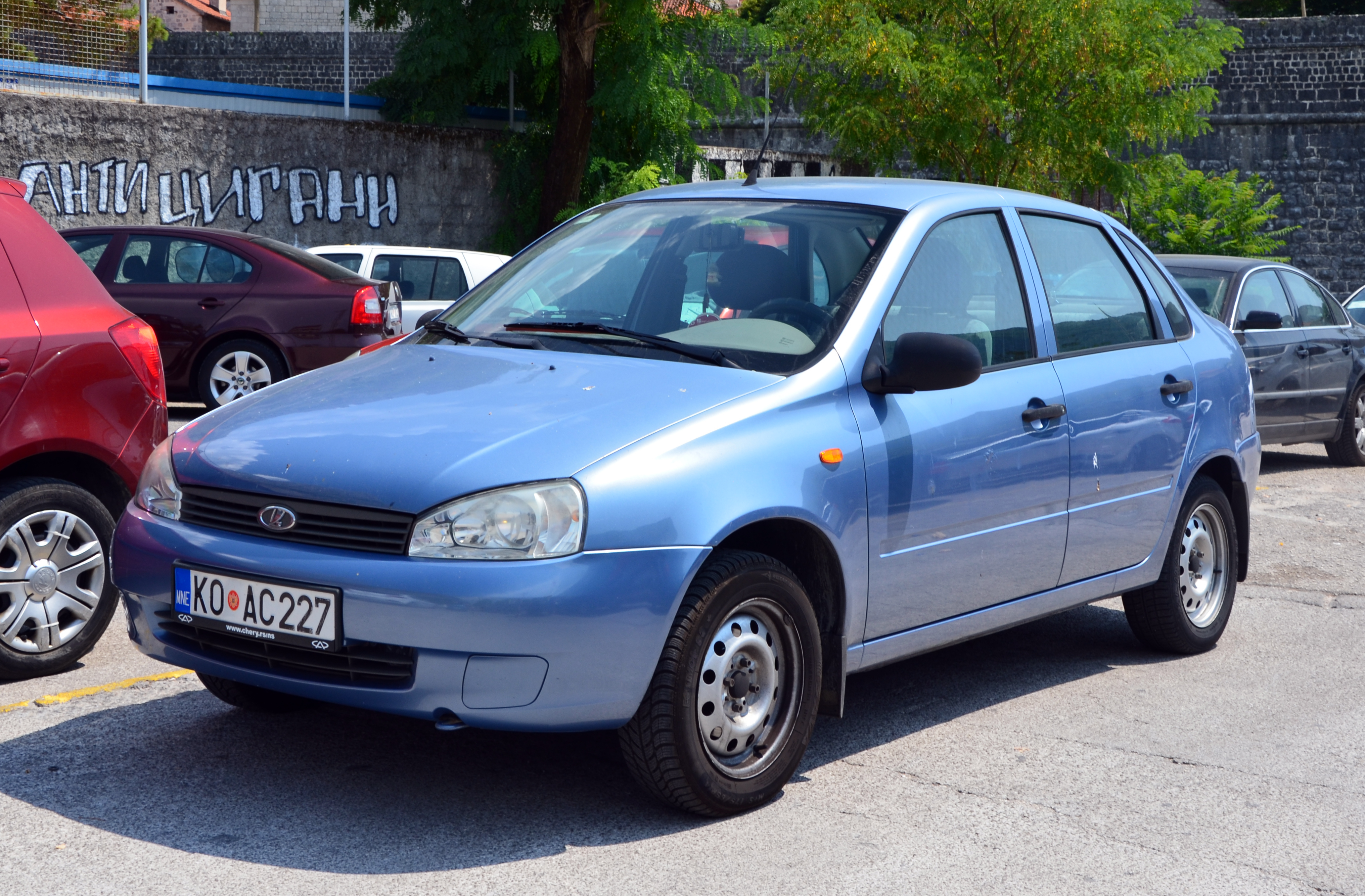
Lada Kalina 1118

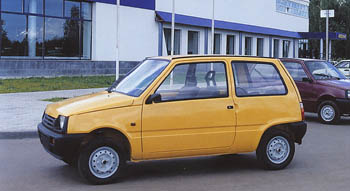
Oka (VAZ 1111)

Na het uiteenvallen van de Sovjet-Unie kreeg AvtoVAZ het moeilijk. De afzet van auto’s was verzekerd onder de planeconomie van de Sovjet-Unie, maar dit netwerk begon ook uit een te vallen. Boris Berezovski was in 1989 in contact gekomen met Vladimir Kadannikov, de bestuursvoorzitter van AvtoVAZ. Hij wilde het bedrijf helpen met de automatisering van de fabrieksprocessen. Berezovski richtte met het Italiaanse bedrijf Logo Systems een joint venture op, LogoVAZ. LogoVAZ zette een netwerk van dealers op begon zich te profileren als afzetkanaal voor de auto's. In 1991 trok Logo Systems zich terug en Berezovski en diverse bestuurders van AvtoVAZ bleven als belangrijkste bestuurders achter.
In 1991 verkocht LogoVAZ zo'n 10.000 voertuigen en dit liep op naar 45.000 stuks in 1994. AvtoVAZ verkocht de auto’s voor ongeveer 4800 dollar terwijl LogoVAZ ze doorverkocht voor zo’n 7500 dollar. AvtoVAZ leed forse verliezen en de schulden liepen op, maar via LogoVAZ verdienden de bestuurders van het bedrijf er goed aan.
De concurrentie op de Russische automarkt was fors toegenomen. In de jaren 90 haalden importeurs Lada's uit Europese landen waar ze als ouderwets werden gezien en verkochten ze aan Russische consumenten die het idee hadden dat een Lada uit het buitenland van betere kwaliteit was. De klanten gaven de voorkeur aan direct geïmporteerde nieuwe en tweedehands auto’s van andere merken en aan geassembleerde auto's door buitenlandse fabrikanten in Rusland. Mede hierdoor introduceerde Berezovski en AvtoVAZ in de jaren negentig het plan om samen met General Motors (GM) in de fabriek 300.000 personenwagens per jaar te produceren. In oktober 1993 gaf AVVA, Automobiel-Alliantie voor heel Rusland, obligaties uit ter waarde van US$ 50 miljoen uit ter financiering van het plan. In de zomer van 1994 trok GM zich terug uit het project en de koersen van de AVVA effecten daalden fors in waarde. Het geld werd niet teruggegeven, maar door Berezovski gebruikt om extra aandelen in AvtoVAZ te kopen en daarmee zijn belang te vergroten. In 1996 was er een plan om 30.000 Ford Astra’s te produceren in Finland.
In 1997 voerde AvtoVAZ gesprekken met de Duitse fabrikant Opel. AvtoVAZ was bereid een meerderheidsbelang in het bedrijf te verkopen. Niet geheel vrijwillig want het bedrijf had een belastingschuld van US$ 525 miljoen. De overheid had voorgesteld dat AvtoVAZ de helft van het bedrijf zou verkopen aan een strategische investeerder en in ruil hiervoor was de overheid bereid de belastingschuld te herzien. Als dit niet gebeurde dan zou de overheid het faillissement aanvragen. General Motors, de moedermaatschappij van Opel, reageerde niet enthousiast en de voorgestelde transactie is nooit doorgegaan. General Motors was bereid verder te praten met AvtoVAZ, AVVA en Valmet over de productie van de Astra’s.
Na de komst van Vladimir Poetin als president van Rusland verloor Berezovski zijn invloed in de politiek. Hij had goede contacten met Boris Jeltsin, maar nu werd hij verdacht van grootschalige fraude. In 2009 werd Berezovski, bij verstek, veroordeeld tot een gevangenisstraf van 13 jaar in verband met diefstal. Volgens de Russische rechtbank had hij 58 miljoen Russische roebel gestolen van AvtoVAZ en LogoVAZ in de jaren negentig. Berezovski was het land uitgevlucht en woonde sinds 2001 in het Verenigd Koninkrijk.
Vanaf eind jaren negentig trok AvtoVAZ zijn Lada-modellen terug van veel Europese markten, omdat ze niet voldeden aan de verscherpte Europese veiligheids- en emissiewetgeving. Er waren nog plannen om een op de Opel Corsa gebaseerd model te gaan produceren, de VAZ 1116. Door de Roebelcrisis is dit niet van de grond gekomen, maar de ontwerpen vormden wel de basis voor de Lada Kalina. 
De 2108-2109 modellen waren in productie tot 2001, toen ze een restyling kregen (2113-2115). De 2104-21099 modellenserie werd overgedragen aan IZj in Izjevsk en ZAZ. Een ander model, de kleine VAZ 1111 Oka, werd in 1988 geïntroduceerd maar de productie ervan vond plaats in de KamAZ- en SeAZ-fabrieken. Later werd de auto ook geproduceerd in Azerbeidzjan. Van 1998 tot 2006 was de Lada Nadezjda (VAZ 2120) minibus in productie, gebaseerd op de 5-deurs versie van de Niva (VAZ 2131) die in productie is sinds 1995. De fabriek produceerde in de jaren 90 bijna een miljoen auto's per jaar, waaronder de Samara, de 110-serie en de vierwielaangedreven Niva. De 2100-modellen en de verschillende varianten van het eerste model, de 1200 uit 1970, worden nog steeds het meest geassocieerd met het merk Lada.
AvtoVAZ is ook betrokken bij de joint venture GM-AvtoVAZ met General Motors voor de bouw van een verbeterde versie van de Lada Niva onder de naam Chevrolet Niva. Deze wordt gebouwd sinds 2001 en wordt geëxporteerd naar Europa en Latijns-Amerika. In december 2019 nam AvtoVAZ het 50%-belang van GM over in de joint venture. De auto blijft voorlopig Chevrolet Niva heten maar zal uiteindelijk van Lada-emblemen worden voorzien.
Rond de eeuwwisseling had AvtoVAZ te kampen met grote concurrentie, vooral van modellen van autofabrikanten uit het Verre Oosten zoals Daewoo, Proton, Kia en Hyundai, die een groter comfort boden dan de verouderde Lada-modellen en Japanse technologie gebruiken. AvtoVAZ kon niet een dergelijke technologie en service bieden, wat leidde tot een verdere neergang van de verkopen op de westerse markt en het ontslag van duizenden mensen.
In 2002 werd in de lokale Toljatti Gazeta geschreven over banden tussen lokale criminele groepen en het bedrijf, waarna de hoofdredacteur van de krant, Valeri Ivanov, werd doodgeschoten. De Russische overheid heeft haar belang in het bedrijf verstevigd, waarbij onder andere een aantal staatsgezinde managers werden aangesteld in de raad van bestuur in 2005.
De VAZ-fabriek in Toljatti in oblast Samara is de grootste van Rusland en Europa en een van de grootste ter wereld, heeft meer dan 144 kilometer aan productielijnen en is uniek in het feit dat het de meeste onderdelen voor de auto's zelf produceert. Er werkten ruim 110.000 mensen en in 2004 werden meer dan 712.000 auto's gebouwd en in 2005 721.500 auto's. In 2004 bedroeg de omzet 160,5 miljard roebel en de winst 4,57 miljard roebel volgens IFRS maatstaven.

### Betrokkenheid van Renault-Nissan

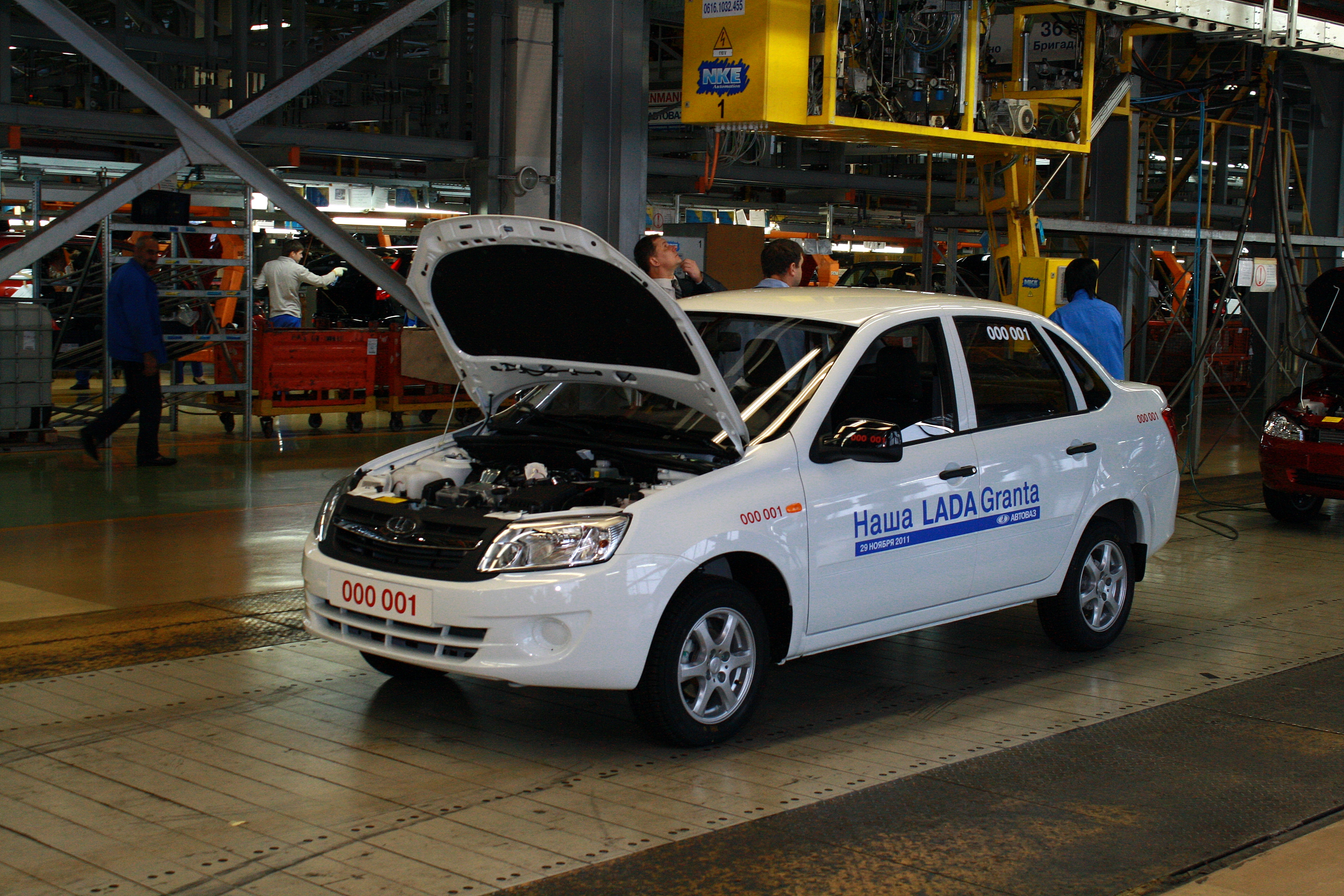
De eerste Lada Granta, bij AvtoVAZ van de band gelopen

In 2008 nam de alliantie Renault-Nissan een belang van 25% en één aandeel in AvtoVAZ. De verkopende aandeelhouders waren Rosoboronexport en Troika Capital Partners. Renault heeft zich verplicht de productie te verdubbelen van 700.000 voertuigen naar 1,5 miljoen in 2014. AvtoVAZ verkocht in 2013 in Rusland 415.000 voertuigen en had daarmee een marktaandeel van zo’n 17%. Renault stond op de tweede plaats met 210.000 verkochte wagens.
Als een gevolg van de wereldwijde kredietcrisis vielen de autoverkopen terug. In 2009 maakte AvtoVAZ bekend dat 27.600 medewerkers worden ontslagen of vervroegd met pensioen gaan. De capaciteit wordt verlaagd naar 500.000 voertuigen per jaar, ofwel zo’n 65% van de oude capaciteit. AvtoVAZ verwacht dat ongeveer 6500 nieuwe medewerkers nodig zijn wanneer in 2012 de nieuwe productielijn in samenwerking met Renault in bedrijf komt. In 2007 telde het bedrijf ongeveer 106.000 medewerkers en in 2010 was dit gedaald naar zo'n 75.000.
AvtoVAZ heeft de daaropvolgende jaren fors bezuinigd en is sinds de opname in de alliantie Renault-Nissan efficiënter georganiseerd. In 2014 was het aantal medewerkers gedaald naar 50.000. Het merk heeft in korte tijd een aantal nieuwe modellen geïntroduceerd, de XRAY, Vesta en Vesta Cross. Deze auto's breken met alle voorgaande ontwerpen van Lada en de invloed van Renault-Nissan is duidelijk te zien. Deze ontwikkelingen zijn er samen met het aantrekken van de Russische automarkt voor verantwoordelijk dat het bij Lada beter gaat dan in de laatste jaren. Veruit de belangrijkste afzetmarkt is Rusland, maar voorzichtig worden de auto's op buitenlandse markten geïntroduceerd.
In 2019 kwam het bericht dat Lada de verkoop - voor de tweede keer - staakt in West-Europa omdat de auto’s niet voldoen aan de emissienormen. AvtoVAZ gaat de aandacht verleggen naar het thuisland en de export naar landen als Kazachstan, Wit-Rusland, Oezbekistan en het Midden-Oosten waar de milieueisen minder streng zijn. In West-Europa verkocht Lada vooral zijn modellen in Duitsland en in mindere mate in Oostenrijk.
| Jaar | Omzet | Bedrijfs- resultaat | Netto- resultaat | Autoverkopen (in stuks) | Werknemers |
| ---- | ----- | ------------------- | ---------------- | ----------------------- | ---------- |
| 2016 |       |                     | –641             | 284.980                 |            |
| 2017 | 2727  | 55                  | –115             | 336.000                 | 49.700     |
| 2018 | 3040  | 204                 | 85               | 389.000                 |            |
| 2019 | 3130  | 155                 | 72               | 413.000                 | 46.327     |
| 2020 | 2581  | 141                 | –196             | 384.000                 | 44.415     |
| 2021 | 2580  | 237                 | 166              | 384.000                 | 41.977     |

In 2021 had de groep Renault een marktaandeel van 29% in Rusland. Lada verkocht 351.000 voertuigen in Rusland hetgeen een marktaandeel van 20,9% vertegenwoordigde. Verder werden 132.000 voertuigen van het merk Renault verkocht in het land.

### Productieproblemen door opgelegde sancties
In 2021 was Lada met een marktaandeel van meer dan 20% het grootste merk op op de Russische markt met de Granta en Vesta als belangrijkste modellen. Ook in de eerste twee maanden van 2022 was het merk nog marktleider maar na de Russische invasie van Oekraïne in 2022 en de daarop volgende economische boycot en logistieke problemen werd de automobielsector ernstig getroffen. Vrijwel alle Europese autofabrikanten staakten hun activiteiten in Rusland en ook Lada raakte in moeilijkheden.
Volgens een rapport van The Wall Street Journal moest AvtoVAZ de productie in de fabrieken in Toljatti en Izjevsk stopzetten vanwege voorraadtekorten van verschillende componenten. Door het meerderheidsbelang van Renault is meer dan 20% van de Lada-onderdelen van buiten Rusland afkomstig, vooral uit fabrieken in Roemenië (Dacia) en voornamelijk connectoren en andere elektronische componenten. Vanaf 5 maart 2022 kwam de productie stil te liggen waarbij het personeel twee derde van het normale salaris uitgekeerd kreeg. Eind maart werd bekendgemaakt dat de werknemers een vervroegde zomervakantie kregen van 4 tot 24 april. Die periode wilde AvtoVAZ gebruiken om de toeleveringsketen te herstellen en vervangers te zoeken voor belangrijke onderdelen. Ook werd er gewerkt aan speciale versies van enkele Lada-modellen die geen of minder geïmporteerde onderdelen bevatten.
In juni 2022 werd een vereenvoudigde uitvoering van de Granta gepresenteerd; de Classic die  vanwege het ontbreken van de benodigde onderdelen geen airconditioning, antiblokkeersysteem, airbags, gordelspanners en startonderbreker had. Vanaf modeljaar 2023 heeft elke Granta voorin weer twee airbags en werden ook nieuwe Club- en Quest-uitvoeringen leverbaar.